# Physoglenes
Physoglenes és un gènere d'aranyes araneomorfes de la família dels família dels fisoglènids (Physoglenidae). Fou descrit per primera vegada l'any 1904 per Eugène Simon.
Inicialment és un gènere descrit dins els leptonètids (Leptonetidae) i catalogat dins els fòlcids (Pholcidae) per Petrunkevitch el 1928. Més tard, l'any 1990, fou transferit des dels fòlcids als sinotàxids (Synotaxidae) per Forster, Platnick i Coddington. Molt recentment, el 2017, un estudi taxonòmic de Dimitrov et al. els col·locà dins una nova família, els fisoglènids (Physoglenidae).
Són aranyes endèmiques de Xile.

## Taxonomia
Segons el World Spider Catalog, dins del gènere Physoglenes hi ha 4 espècies reconegudes amb data de 3 de gener de 2019:
- Physoglenes chepu Platnick, 1990
- Physoglenes lagos Platnick, 1990
- Physoglenes puyehue Platnick, 1990
- Physoglenes vivesi Simon, 1904 (espècie tipus)